# Antonio Muñoz Molina
Antonio Muñoz Molina, född 10 januari 1956 i Úbeda, Jaén,  Andalusien, är en spansk författare, essäist och kulturskribent. 
Antonio Muñoz Molina studerade konsthistoria i Granada och journalistik i Madrid och är sedan 1990-talet ansedd som en av Spaniens främsta författare. Han är sedan 1995 medlem av Spanska akademien och har tilldelats en rad priser och utmärkelser. 2013 tilldelades han Asturiaspriset och Jerusalempriset.